# Montazzoli
Montazzoli község (comune) Olaszország Abruzzo régiójában, Chieti megyében.

## Fekvése
A megye déli részén fekszik. Határai: Atessa, Castiglione Messer Marino, Colledimezzo, Guilmi, Monteferrante és Roccaspinalveti.

## Története
Valószínűleg a 9-10. században alakult ki. A következő századokban nemesi birtok volt. Önállóságát a 19. század elején nyerte el, amikor a Nápolyi Királyságban felszámolták a feudalizmust.

## Népessége
A népesség számának alakulása:

## Főbb látnivalói
- Sant’Antonio-templom
- Santa Maria della Spugna-templom
- San Silvestro Papa-templom
- Madonna del Pastore-templom